# Elsbeth Schneider-Kenel
Elsbeth Schneider-Kenel (* 31. März 1946 in Zug) ist eine Schweizer christlichdemokratische Politikerin und die erste Regierungsrätin des Kantons Basel-Landschaft.

## Leben
Elsbeth Kenel, Tochter des Karl Kenel, Käser und Beamter der Schweizerischen Bundesbahnen, und der Margrith geborene Spiess, Chefsekretärin, besuchte 1953–1959 die Primarschule und anschliessend bis 1961 die Sekundarschule in Arth. Das dritte Sekundarschuljahr absolvierte sie in Goldau. 1963 verbrachte sie ein Welschlandjahr an der Maison d’Étude in Freiburg. Am Seminar Ingenbohl liess sie sich 1963–1966 zur diplomierten Hauswirtschaftslehrerin ausbilden. 1968 heiratete sie Guido Schneider. Von 1966 bis zur Geburt des ersten von zwei Kindern 1970 war sie als Hauswirtschaftslehrerin in Gelterkinden tätig, danach machte sie Stellvertretungen. Ab 1972 führte Schneider-Kenel eine der zwei Geschäftsstellen der Versicherung Konkordia in Reinach. Sie nahm zudem ab 1980 im Vorstand des Konkordia-Kantonalverbands Basel-Landschaft (ab 1983 Präsidentin) und 1986–1994 als erste Frau im nationalen Zentralvorstand der Konkordia Einsitz.
Für Schneider-Kenel war ihr Vater, der als Präsident des Schwyzer Eisenbahnverbands und sozialdemokratischer Kantonsrat politisierte, ein wichtiges Vorbild. Nach dem Rücktritt ihres Ehemanns aus dem Einwohnerrat (Gemeindeparlament) von Reinach wurde Schneider-Kenel für eine Kandidatur in diesem Gremium angefragt. Schneider-Kenel trat daraufhin der Christlichdemokratischen Volkspartei (CVP) bei und bekleidete 1984–1993 ein Mandat im Einwohnerrat (1991–1992 Präsidentin). 1991–1994 war sie Mitglied des Baselbieter Landrats, während sie 1991 die Wahl in den Nationalrat nur knapp verpasste. 1993–1994 präsidierte sie die CVP Baselland. 1994 eroberte sie als erste Frau einen Sitz im Regierungsrat des Kantons Basel-Landschaft, in dem sie bis zu ihrem Rücktritt 2007 die Bau- und Umweltschutzdirektion leitete. 1998, 2003 und 2005 wurde sie zur Regierungspräsidentin gewählt. Von Amts wegen Mitglied der Schweizerischen Bau-, Planungs- und Umweltdirektoren-Konferenz BPUK, nahm sie 1999–2007 auch im Vorstand dieses Gremiums Einsitz bzw. stand diesem 2001–2007 als Präsidentin vor. Wichtige Geschäfte während ihrer Amtszeit als Regierungsrätin waren der Ausbau des öffentlichen Verkehrs (BLT Euroville), die Bauplanung des Wirtschaftsstandorts Salina Raurica, die Sanierung des Kantonsspitals Liestal, der Bau der Kläranlage in Birsfelden und verschiedene Tunnelbauprojekte.
Im Anschluss an ihre politische Karriere widmete sich Schneider-Kenel diversen Verwaltungsratsmandaten, unter anderem ab 2007 bei der Stamm Bau AG, ab 2012 als Präsidentin bei der Swisshelp66 sowie ab 2013 bei der Beneficentia AG des Klosters Mariastein. Zudem blieb sie bis 2010 im Verwaltungsrat der BLT Baselland Transport AG, dem sie ab 1994 als Mitglied bzw. ab 2000 als Präsidentin angehörte. Daneben war sie ehrenamtlich im Turnverein Reinach, als Präsidentin der Kirchenrenovation Reinach (2007–2012) und als Vorstandsmitglied der Gruppe CVP 60+ (seit ca. 2011) tätig. 2012 engagierte sie sich im Initiativkomitee für die kirchliche Gleichstellungsinitiative beider Basel.